# God Dethroned
God Dethroned är ett nederländskt blackened death metal-band, bildat 1990. Sedan 1996 har bandet kontrakt med Metal Blade Records. Gruppens låttexter handlar om död, krig, satanism och nederländsk historia.

## Historia
God Dethroned bildades 1990 av frontmannen Henri Sattler. Efter att gruppen släppte demon Christhunt gav de ut sitt debutalbum The Christhunt året därpå. Problem uppstod med de andra bandmedlemmarna och skivbolaget Shark Records vilket ledde till att Henri Sattler valde att upplösa bandet. Han formade därefter thrash metal-bandet Ministry of Terror. Efter en Europaturné lämnade Sattler det bandet och återupplivade God Dethroned. Med nya bandmedlemmar och bättre sång, spelade gruppen in det andra albumet, The Grand Grimoire, 1997, och skrev på ett skivkontrakt med Metal Blade Records.
Trummisen Roel Sanders lämnade bandet efter marknadsföringsturnén för Bloody Blasphemy, i USA. Niles trummis, Tony Laureano, hjälpte bandet med albumet Ravenous, 2001, men kunde inte stanna för uppenbara anledningar. Janne Saarenpää från The Crown hängde med marknadsföringsturnén för Ravenous som trummis, men efter turnén gick Arien Van Weesenbeek med i bandet som ny trummis. Det första albumet som han satt bakom trummorna var Into the Lungs of Hell som släpptes 2003. Detta albumet fick god kritik av pressen runt om i världen och gjorde en öppning för fler framträdanden för gruppen. Tiden efter skivsläppet av Into the Lungs of Hell-albumet var en av de svåraste perioderna i bandets historia. Gruppen hade varit tillsammans så länge att de individuella bandmedlemmarna hade utvecklat nya visioner för deras liv och bandets. På något sätt var utmaningen borta. Vid en viss punkt bestämde sig Beef och Jens Van Der Valk att lämna bandet. De två kvarvarande medlemmarna, Henri Sattler och Arien Van Weesenbeek skrev ett nytt album, The Lair of the White Worm, som är baserat på en roman av Bram Stoker. Två nya personer, Isaac Delahaye på gitarr och Henk Zinger på bas gick med i bandet strax innan man skulle spela in albumet. Efter skivsläppet gjorde God Dethroned ett antal framträdanden och spelade på festivaler som Summer Breeze och With Full Force, headlining-turnéer i Europa och USA, samt support för band som The Haunted och Bolt Thrower.
Mellan turnéerna jobbade gruppen på ett nytt album och gick rakt in i studion efter Europaturnén med Bolt Thrower och albumet The Toxic Touch släpptes 2006. Familjeproblem gjorde att Sattler stannade hemma en lång tid tills han i mitten av 2008, påbörjade arbetet med bandets åttonde album, Passiondale. Under mitten av oktober gick bandet in i Soundlodge studios i Leer, Tyskland, för att jobba med Jörg Uken igen. Gruppen hade använt sig av den studion när de spelade in The Toxic Touch. Roel Sanders kom tillbaka till bandet för att fylla upp platsen som trummis. Isaac Delahaye bestämde sig att gå i en annan riktning, musikaliskt sett, men bidrog med kompletterande efterforskningar till låttexterna för Passiondale som Henri Sattler skrev. Efter att gruppen hade hållit auditions så gick Susan Gerl med i bandet som ny gitarrist.
Albumet Passiondale gavs ut av Metal Blade Records den 24 april 2009 i Tyskland, Österrike, Schweiz och Italien. I resten av Europa släpptes albumet den 26 april 2009.

## Medlemmar
Nuvarande medlemmar
- Henri Sattler – sång, gitarr (1991–1993, 1996–2012, 2014– )
- Michiel van der Plicht – trummor (2009–2012, 2014– )
- Jeroen Pomper – basgitarr (2014– )
- Dave Meester – sologitarr (2019– )

Tidigare medlemmar
- Remco Hulst – basgitarr (1991–1992)
- Ard de Weerd – trummor (1991–1992)
- Marco Arends – basgitarr (1992)
- Marcel Beukeveld – basgitarr (1992–1993)
- Oscar Carre – gitarr (1992)
- Roel "Rule" Sanders – trummor (1996–2000, 2008–2009)
- Jens van der Valk – gitarr (1996–2004)
- Beef – basgitarr, bakgrundssång (1997–2004)
- Ariën van Weesenbeek – trummor (2001–2008)
- Henk Zinger – basgitarr (2004–2012)
- Isaac Delahaye – gitarr (2004–2008)
- Susan Gerl – gitarr (2009–2010)
- Danny Dunker – gitarr (2010–2012)
- Mike Ferguson – gitarr (2015–2019)

Turnerande medlemmar
- Janne Saarenpää – trummor (2001)
- Jurjen – basgitarr (2005)
- Ian Jekelis – gitarr (2010, 2015)
- Dave Meester – gitarr (2019)

## Diskografi
Demo
- 1991 – Christhunt

Studioalbum
- 1992 – The Christhunt
- 1997 – The Grand Grimoire
- 1999 – Bloody Blasphemy
- 2001 – Ravenous
- 2003 – Into the Lungs of Hell
- 2004 – The Lair of the White Worm
- 2006 – The Toxic Touch
- 2009 – Passiondale (Passchendaele)
- 2010 – Under the Sign of the Iron Cross
- 2017 – The World Ablaze
- 2020 – Illuminati

Samlingsalbum
- 2000 – The Ancient Ones